# Дарда (село)
45°37′ пн. ш. 18°41′ сх. д. / 45.62° пн. ш. 18.69° сх. д.
Дарда (хорв. Darda) – громада і населений пункт в Осієцько-Баранській жупанії Хорватії.

## Населення
Населення громади за даними перепису 2011 року становило 6 908 осіб. Населення самого поселення становило 5323 осіб.
Динаміка чисельності населення громади:
Динаміка чисельності населення центру громади:

## Населені пункти
Крім поселення Дарда, до громади також входять: 
- Меце
- Швайцарниця
- Углєш

## Клімат
Середня річна температура становить 11,05°C, середня максимальна – 25,31°C, а середня мінімальна – -5,88°C. Середня річна кількість опадів – 639 мм.
| Клімат поселення                              | Клімат поселення | Клімат поселення | Клімат поселення | Клімат поселення | Клімат поселення | Клімат поселення | Клімат поселення | Клімат поселення | Клімат поселення | Клімат поселення | Клімат поселення | Клімат поселення | Клімат поселення |
| Показник                                      | Січ.             | Лют.             | Бер.             | Квіт.            | Трав.            | Черв.            | Лип.             | Серп.            | Вер.             | Жовт.            | Лист.            | Груд.            |                  |
| Середній максимум, °C                         | 5,78             | 7,79             | 12,36            | 17,05            | 22,34            | 25,30            | 25,31            | 24,88            | 20,66            | 15,23            | 9,29             | 5,39             |                  |
| Середня температура, °C                       | −0,05            | 1,96             | 6,56             | 11,23            | 16,54            | 19,46            | 21,33            | 20,90            | 16,68            | 11,24            | 5,30             | 1,41             |                  |
| Середній мінімум, °C                          | −5,88            | −3,84            | 0,75             | 5,41             | 10,71            | 13,65            | 17,34            | 16,92            | 12,70            | 7,27             | 1,32             | −2,57            |                  |
| Норма опадів, мм                              | 41               | 35               | 40               | 51               | 59               | 79               | 63               | 60               | 50               | 54               | 59               | 48               |                  |
| Середньомісячна швидкість вітру, м/с          | 2.40             | 2.60             | 2.90             | 2.80             | 2.50             | 2.30             | 2.27             | 2.10             | 2.09             | 2.20             | 2.32             | 2.45             |                  |
| Середньомісячна сонячна радіація, кДж/м²·день | 4207             | 6934             | 10880            | 15492            | 19403            | 21715            | 22273            | 20358            | 14967            | 9403             | 4761             | 3510             |                  |
| --------------------------------------------- | ---------------- | ---------------- | ---------------- | ---------------- | ---------------- | ---------------- | ---------------- | ---------------- | ---------------- | ---------------- | ---------------- | ---------------- | ---------------- |
| Джерело:                                      |                  |                  |                  |                  |                  |                  |                  |                  |                  |                  |                  |                  |                  |